# Maquitrans
Maquitrans fou una empresa catalana de transport públic, dedicada inicialment a la fabricació de tramvies i troleibusos, així com a la conversió d'autobusos convencionals en aquesta mena de vehicles elèctrics. Fundada el 1941 a Barcelona com a Maquinaria y Elementos de Transporte, S.A. i amb seu al carrer Almogàvers, l'empresa era una filial de Tramvies de Barcelona, entitat que hi aportà un capital inicial de 20.000 pts. La intenció de la seva fundadora era disposar d'un fabricant de vehicles de transport públic elèctrics per tal de pal·liar els efectes de la manca de combustible durant la postguerra.
A mitjan dècada de 1950, Maquitrans reconduí la seva activitat a la fabricació de tricicles motoritzats de repartiment i motocarros, així com algun model de microcotxe escadusser, comercialitzats sota la marca MT Maquitrans o simplement MT. El 1958, l'empresa s'associà amb Cliper, importadora barcelonina de les motocicletes italianes Ducati, i ambdues constituïren Mototrans, empresa dedicada a la fabricació de motocicletes Ducati.

## La conversió en Mototrans
Al moment del naixement de Mototrans, Maquitrans hi aportava capital i instal·lacions i Cliper el seu bon coneixement del sector de la motocicleta. La nova entitat es va quedar amb els operaris capacitats en parts mecàniques i elèctriques de Maquitrans, mentre que la resta (especialistes en carrosseries de fusta, basters i altres), foren traspassats a l'antiga casa mare, aleshores encara no reconvertida a TMB. A aquests treballadors només els calgué traslladar-se un centenar de metres des de l'edifici del carrer Almogàvers fins a la cantonada del mateix carrer amb Lutxana (actualment Roc Boronat), on hi havia unes cotxeres de Tramvies de Barcelona.

## Producció

### Troleibusos
Durant els primers anys d'activitat, Maquitrans va fabricar o carrossar dos models de troleibús: els del tipus A o imperials de dues plantes i els del tipus B, d'una sola planta. Entre 1941 i 1949 se'n varen construir 40 unitats, amb els codis 550 a 589. Acabada la construcció d'aquests troleibusos, Tramvies de Barcelona necessità ampliar urgentment el seu estol d'aquesta mena de vehicles, a causa de l'augment de línies i del seu recorregut. La solució adoptada fou importar 18 xassissos fabricats al Regne Unit per British United Traction (BUT) i atorgar la concessió per a carrossar-los a l'empresa Macona. Maquitrans es dedicà aleshores a la construcció, manteniment i reforma de la deteriorada flota de tramvies.

### Tricicles i motocarros
Cap a començaments dels 50, Maquitrans decidí crear una secció per a la construcció de tricicles motoritzats de repartiment (anomenats també mototricicles). La nova secció arribà a dissenyar fins i tot un escúter bicilíndric amb motor de dos temps i 188,5 cc, tot i que mai no es va arribar a fabricar en sèrie.

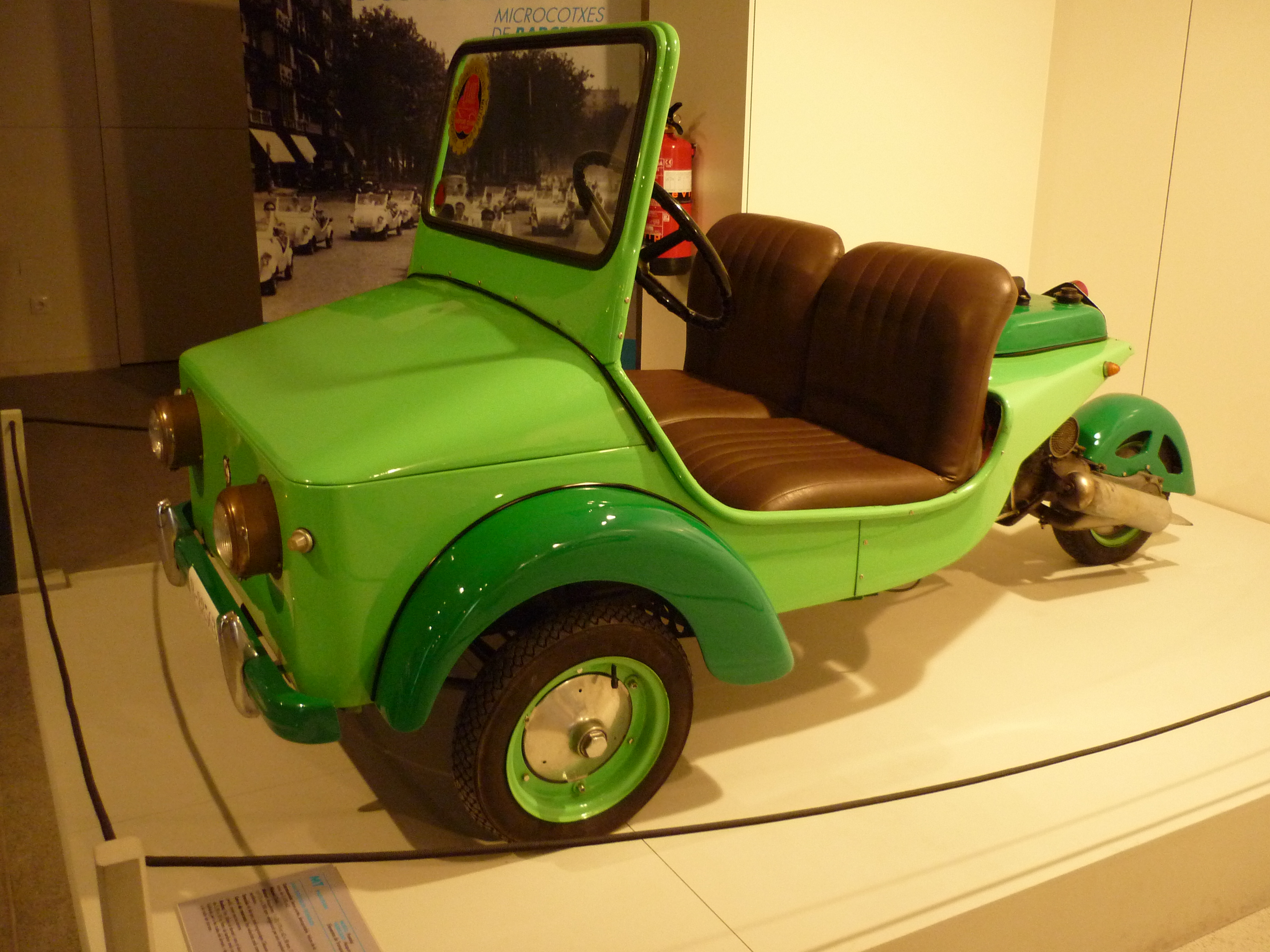
El prototipus de microcotxe MT de 1954

Els tricicles de repartiment i els motocarros, comercialitzats com a MT Maquitrans, tenien el calaix de càrrega sobre dues rodes al davant i al darrere s'hi asseia el conductor, sobre el dipòsit de benzina i el motor, estant situada la tercera roda més cap enrere.

### Microcotxes
Del motricicle de transport en va existir una primera evolució destinada al transport de passatgers, l'únic exemplar del qual que n'ha restat (possiblement, l'únic construït) fou fabricat el 1954. Ateses les seves característiques, s'ha dit que aquest vehicle fou un intent de carrossar un tricicle de càrrega convencional com si fos un cotxe, ja que porta semi-carenada la part del motor i els dos passatgers poden anar allotjats a la part del davant, com si es tractés d'un microcotxe. Aquesta primera versió (de fet, un prototipus) fou probablement la base del futur microcotxe, aparegut el 1957.
La versió definitiva del microcotxe de 1957 tenia també tres rodes, però anava totalment carrossat i era descapotable. El motor posterior, de fabricació pròpia, cubicava 175 cc i oferia 6,9 CV a 4.500 rpm, amb encesa elèctrica. Tenia rodes de 3,50 x 10 i frens hidràulics davant i mecànic darrere. Podia assolir els 67 km/h i el seu consum era de 4 litres/100 km. Algunes fonts afirmen que se'n varen arribar a fabricar unes 20 unitats, de les quals només se sap d'un exemplar que hagi arribat als nostres dies.